# Kromorange

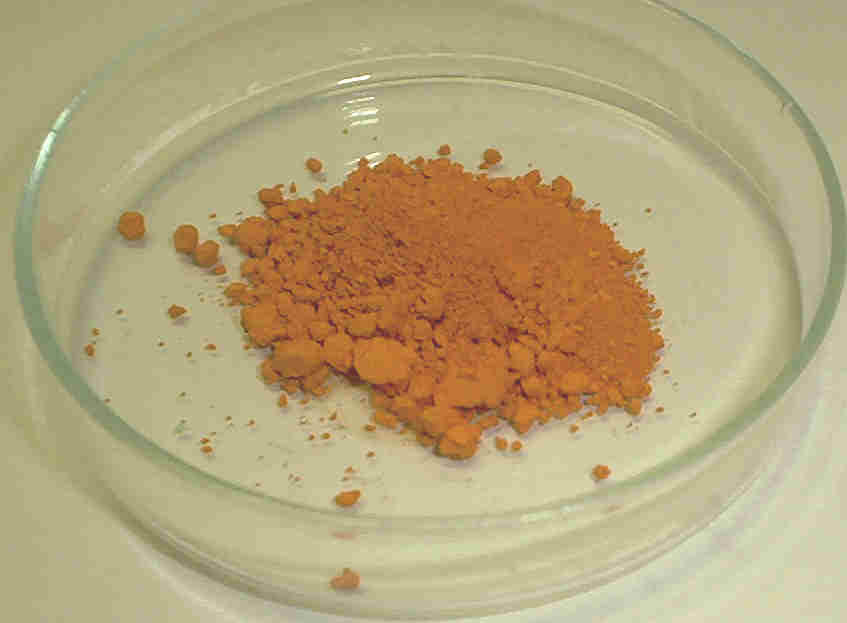
Kromorange

Kromorange, eller kromrött, är färgpigment som består av bly(II)kromat (PbCrO4) och bly(II)oxid (PbO). Beroende på sammansättning av dessa (xPbCrO4·y PbO) fås pigment med olika nyanser. På grund av blybaserade färgers giftighet, används dock numera i stor utsträckning andra alternativ.

## Olika nyanser
I Colour Index har en rödaktigt orange variant namnet Pigment Orange 45 (PO45).
En basisk form är PO21, som är mer gulorange, och PO21:1 är en variant av denna utfälld på kiselbas.
Pigment Red 103 (PR103) kallas kromrött och har en röd kulör med dragning åt orange. Alla dessa har C.I.-nummer 77601.

## Framställning
Kromorange framställs på samma sätt som kromgult, med den skillnaden att man samtidigt med fällningen tillsätter något alkali. Färgen har i övrigt egenskaper gemensamma med kromgult.
Om man vid framställningen istället för ett neutralt blysalt använder ett basiskt blysalt och tillsätter en större mängd alkali, kan man erhålla röda nyanser, av vilka de helt röda vanligen kallas kromrött eller kromcinnober. Kromrött är en ej helt ren nyans, utan renare nyanser kan framställas som molybdenkromrött, vilka är föreningar av blykromat, blysulfat och blymolybdat, dock med en obetydlig molybdenhalt. Ljusäktheten hos kromrött kan vara god, men molybdenkromrött svärtas som regel kraftigt av solljus.